# مات كلير
مات كلير (بالإنجليزية: Matt Clare)‏ (25 مايو 1988 بفورت لاودردال في الولايات المتحدة - ) هو لاعب كرة قدم أمريكي في مركز الهجوم. لعب مع Tampa Bay Rowdies ‏ وWichita B-52s ‏ وFC Wichita ‏ وWest Virginia United ‏ وIMG Academy Bradenton ‏ وNorfolk SharX ‏ وUtica City FC ‏ وويتشاتا وينغز ‏.

## وصلات خارجية
- مات كلير على موقع قاعدة بيانات كرة القدم.إي يو (الإنجليزية)